# Rhyacophila itoi
Rhyacophila itoi är en nattsländeart som beskrevs av Tsuda och Kawai 1967. Rhyacophila itoi ingår i släktet Rhyacophila och familjen rovnattsländor. Inga underarter finns listade i Catalogue of Life.